# David von Ballmoos
David von Ballmoos (Heimiswil, 30 de diciembre de 1994) es un futbolista suizo que juega de portero en el B. S. C. Young Boys de la Superliga de Suiza.

## Trayectoria
Von Ballmoos comenzó su carrera deportiva en 2015, en el F. C. Winterthur, en el que jugó cedido por el B. S. C. Young Boys.
En 2017 regresó al Young Boys de su cesión, debutando como profesional el 22 de julio de 2017, en un partido de la Superliga de Suiza frente al Fussballclub Basilea.

## Selección nacional
Von Ballmoos fue internacional sub-20 con la selección de fútbol de Suiza.

## Clubes
| Club                      | País  | Año       |
| ------------------------- | ----- | --------- |
| B. S. C. Young Boys       | Suiza | 2015-act. |
| F. C. Winterthur (cedido) | Suiza | 2015-2017 |

## Palmarés

### Títulos nacionales
| Título             | Club                | País  | Año  |
| ------------------ | ------------------- | ----- | ---- |
| Superliga de Suiza | B. S. C. Young Boys | Suiza | 2018 |
| Superliga de Suiza | B. S. C. Young Boys | Suiza | 2019 |
| Superliga de Suiza | B. S. C. Young Boys | Suiza | 2020 |
| Copa de Suiza      | B. S. C. Young Boys | Suiza | 2020 |
| Superliga de Suiza | B. S. C. Young Boys | Suiza | 2021 |
| Superliga de Suiza | B. S. C. Young Boys | Suiza | 2023 |
| Copa de Suiza      | B. S. C. Young Boys | Suiza | 2023 |
| Superliga de Suiza | B. S. C. Young Boys | Suiza | 2024 |